# بطولة مونتي كارلو للماسترز 2015
بطولة مونتي كارلو للماسترز 2015 هي بطولة كرة مضرب للرجال المُحترفين. وهي النُسخة 31 من البطولة التي تُقام في مونت كارلو في موناكو. تُصنف ضِمن دورات الماسترز 1000 نقطة لمُسابقة الرجال.

## الجوائز المالية والنُقاط

### توزيع النقاط
| المُسابقة    | البطل | الوصيف | نصف النهائي | ربع النهائي | دور الـ16 | دور الـ32 | دور الـ64 | Q  | Q2 | Q1 |
| فردي الرجال | 1,000 | 600    | 360         | 180         | 90        | 45        | 10        | 25 | 16 | 0  |
| زوجي الرجال | 1,000 | 600    | 360         | 180         | 90        | 45        | 0         | —  | —  | —  |

### الجوائز المالية
مجموع الجوائز المالية لسنة 2015 وصلت لـ 3,288,530 €.

## نتائج الفردي
- نوفاك دجوكوفيتش هزم.  توماس بيرديتش، 7–5, 4–6, 6–3

## نتائج الزوجي
بوب براين /  مايك براين هزموا  سيموني بوليلي /  فابيو فونيني, 7–6(7–3), 6–1